# اتو لیمان فن زاندرس
اتو لیمان فن زاندرس (انگلیسی: Otto Liman von Sanders؛ زاده ۱۷ فوریهٔ ۱۸۵۵ درگذشته ۲۲ اوت ۱۹۲۹) یک فرد نظامی اهل آلمان بود.